# Las Palmas Santa Catarina
Las Palmas Santa Catarina är en ort i Mexiko.   Den ligger i kommunen Sabanilla och delstaten Chiapas, i den sydöstra delen av landet, 700 km öster om huvudstaden Mexico City. Las Palmas Santa Catarina ligger 582 meter över havet och antalet invånare är 474.
Terrängen runt Las Palmas Santa Catarina är huvudsakligen bergig, men den allra närmaste omgivningen är kuperad. Runt Las Palmas Santa Catarina är det ganska tätbefolkat, med 96 invånare per kvadratkilometer. Närmaste större samhälle är Simojovel de Allende, 10,0 km sydväst om Las Palmas Santa Catarina. Trakten runt Las Palmas Santa Catarina består till största delen av jordbruksmark.